# Museu Municipal Josep Aragay
El Museu Municipal Josep Aragay de Breda (la Selva) acull l'obra de l'artista i teòric del noucentisme Josep Aragay. Fou creat l'any 1974 a l'antiga església de Santa Maria de Breda, del segle xii. Dedicat de forma monogràfica a l’artista noucentista Josep Aragay i Blanchar, compta amb una important col·lecció de pintura, ceràmica, dibuix i aiguafort.

## Història
El museu es va constituir amb les donacions de la vídua de l'artista, Teresa Solà, i dels senyors Riera i Trunas. Més endavant, s'hi afegeix el fons de la seva neboda Martina. La inauguració del museu estava prevista pel setembre, però dos dies abans es rep l'ordre de no obrir per manca de l'autorització corresponent, en contra dels desitjos del Consistori. Aquest fet, però, no aturà l'acte previst que va poder comptar amb el Sr. Joan Ainaud de Lasarte, director del Museu d'Art de Catalunya. L'any 1988 es fa una ampliació i muntatge a càrrec de la Generalitat, Diputació i Ajuntament de Breda. Actualment, es troba al costat de l'ajuntament de la mateixa població.

## Contingut
En aquest monogràfic, s'hi exposa pintura, gravat, dibuix i ceràmica del mateix autor, sense seguir un fil cronològic ni temàtic, tot alternant les diferents disciplines. Els temes de la seva obra segueixen la ideologia noucentista i representen esdeveniments populars, religiosos, amb una clara influència renaixentista fruit de la seva estada a Itàlia l'any 1916, on Aragay va poder estudiar amb una beca que li va concedir l'Ajuntament de Barcelona.
També compta amb un arxiu documental que aplega els documents gràfics i els testimonis que justifiquen aquesta trajectòria teòrica i artística. La petita biblioteca és un llegat molt valuós que forma part del patrimoni cultural i intel·lectual de la població de Breda. Cal destacar la producció ceràmica de Josep Aragay, que ha situat l'artista en un referent d'aquesta disciplina en el marc artístic català; a més, fou deixeble de Francesc Quer, mestre en gerreria vidriada. Els aspectes més significatius destaquen la tècnica d'aplicació d'esmalts i el tractament que l'autor fa tant del color com de l'estil personal del dibuix.

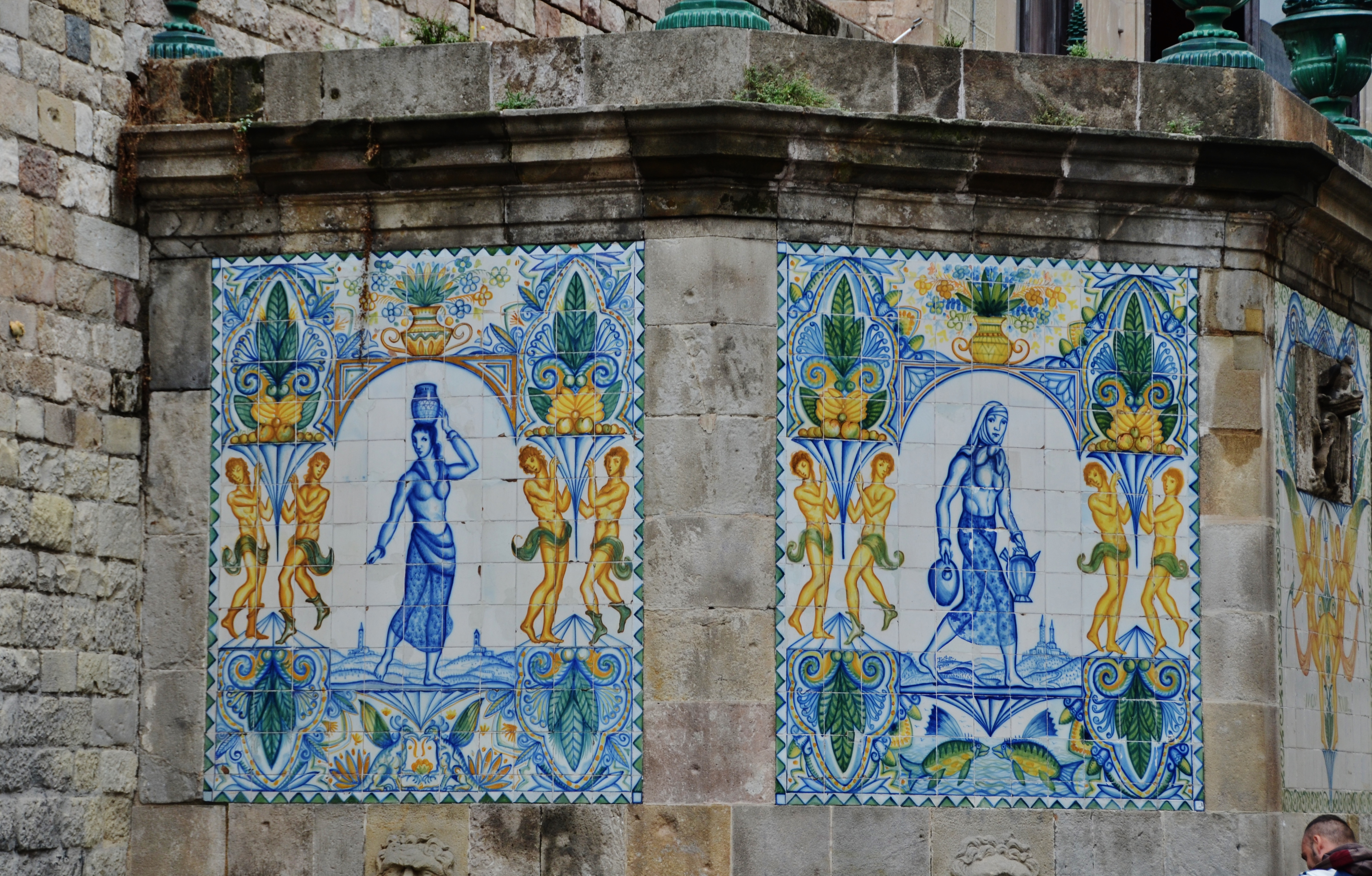
Detalls de ceràmica policromada a la font de Santa Anna de Barcelona

En el museu s'hi pot veure gran part d'aquesta producció; la seva obra prototip de la decoració de la Font de Santa Anna, al Portal de l'Àngel de Barcelona: Gerra curulla i els projectes; encàrrec que li va fer l'Ajuntament de Barcelona l'any 1918. En aquest recorregut museístic, s'hi observen altres obres en les vitrines situades als espais centrals, com ho és la peça policromada: El blat, de l'any 1928, gerra de 73 x 28 cm. i les més petites: Caçadora i veremadora, de 1930, El Castell, de 1931, o Les arcades, del 1930. També hi són al museu peces com un paraigüer de ceràmica esmaltada del 1930 i plats decorats entre el 1928 i el 1932.
Una de les obres més representatives del Noucentisme es troba exposada i es considera la pintura emblema del museu: Vacances, de l'any 1923, una tela de 2,60 4,10 m. Una altra obra important per al seu autor i que s'hi pot veure en exposició, és el quadre: Finestra oberta, de 1922, oli sobre tela, de forta inspiració humanista.

### Ceràmica
Josep Aragay va ser un dels fundadors del Gremi de les Arts Aplicades, l'any 1914, amb la intenció de recuperar els oficis d'art, entre ells, la ceràmica. Va realitzar les primeres obres sota el mestratge de Francesc Quer. Les peces decorades per Aragay estaven inspirades en la ceràmica siscentista catalana, amb una iconografia plena de personatges melancòlics i solitaris, que eren ambientats en paisatges idealitzats i pintorescos. L'any 1915 Aragay va exposar a les Galeries Laietanes de Barcelona, una mostra que va tenir una gran acollida pel públic i per la crítica i que el va projectar com un dels millors ceramistes del país. En tornar d'un viatge a Itàlia de gairebé un any (1916- 1917), Aragay va depurar el seu estil i es va decantar per uns temes típicament mediterranis. Des d'aleshores, per la ceràmica d'Aragay es passegen personatges amables que feinegen sota un cel ple d'orenetes, entre vinyes i oliveres. El 1918 va decorar les rajoles de la font del Portal de l'Àngel de Barcelona, considerada com una de les joies de la ceràmica noucentista. Aquell mateix any va ingressar com a professor de ceràmica a l'Escola Superior dels Bells Oficis. El 1925 va fundar un taller de ceràmica a Breda, on va treballar de valent per resoldre tècnicament diverses qüestions relacionades amb l'argila, els motlles, els vernissos, la cocció de les peces i l'aplicació dels colors a través dels esmalts i les engalves. La ceràmica de Breda va ser exposada i comercialitzada amb èxit arreu del país fins que es va haver d'aturar la producció amb l'esclat de la Guerra Civil. Una selecció de les millors peces d'Aragay es poden veure a les vitrines del museu.

### Pintura
Josep Aragay es va formar a l’acadèmia d’art de Francesc Galí (1907-1911). La seva pintura era plena de vaixells de veles inflades i d’uns cavalls i uns cavallers que semblaven extrets d’antigues històries trobadoresques. Era l’artista dels paisatges grisos, saturats per les ombres del carbonet; era l’autor dels retrats inquietants, amb personatges carregats de misteri que ens miren de reüll amb calculada afectació. Integrant del grup de Les Arts i els artistes va començar a exposar a les principals sales i galeries d’art de Barcelona. A partir d'aleshores, el seu nom va començar a sonar cada vegada amb més força i la seva pintura, de caràcter enèrgic i temperamental, va ser discutida en els principals diaris i revistes de l’època. En tornar d'un viatge a Itàlia, l'any 1917, Josep Aragay va renunciar radicalment als barroquismes de l'etapa anterior i el seu estil es va tornar més depurat, més concís, més clàssic. Vacances, de 1923, és l'obra que millor sintetitza aquell estil de matriu mediterrània i classitzant que mai no abandonarà i que serà motiu de controvèrsia per una part important de la crítica. En el museu de Breda es pot observar l'evolució artística d'aquest pintor, que es va manifestar bel·ligerant amb els moviments d'avantguarda i que es va mostrar fidel als postulats del noucentisme fins al final de la seva vida.

### Aiguaforts
Entre el 1936 i el 1939, Josep Aragay es va dedicar, sobretot, a la pràctica de l’aiguafort, amb la realització de més d’una trentena de planxes. Els aiguaforts tractaven temes costumistes com Jugadors de Cartes (1936), Festa Major (1937), L’infant i el gos (1937) i Obsessió quadricular (1937). També va realitzar aiguaforts de temàtica moralista com Setmana Santa? (1937) i Luxúria (1937). Altres aiguaforts d’aquesta etapa són Autoretrat (1937), Serenata crepuscular (1937), Pagesos i soldats (1937), Camperol (1938), Banyista (1938) o Amazones (1938). Aragay va exposar algunes d’aquelles obres a l’Exposició del Dibuix i del Gravat de 1938, al costat dels aiguaforts de Xavier Nogués, dels dibuixos de l'escultor Josep Clarà o dels de Josep Granyer i Josep Obiols, entre molts d'altres. Arran d'aquella exposició, la crítica es va posar d'acord en considerar Xavier Nogués i Josep Aragay com a "grans aiguafortistes". Sota les pintures romàniques que es conserven a l'antiga església de Santa Maria, els aiguaforts d'Aragay s'exposen en el lloc més emblemàtic del museu.

### Dibuixos
El mes de maig de 1906, el jove Aragay signava el seu primer acudit al setmanari infantil En Patufet. És el mateix any que Eugeni d’Ors comença a publicar el Glosari a La Veu de Catalunya, on s’encunyarà per primera vegada el mot “noucentisme”. Aragay, per tant, apareix a l'escenari artístic del país en el moment que Catalunya inaugura aquest període de renovació cultural i política, un dels més importants de la història catalana. Consagrat com a dibuixant l’any 1908, al setmanari satíric Papitu, Josep Aragay figura, des del primer moment, entre els impulsors de moltes de les iniciatives i empreses culturals vinculades al projecte noucentista. Així, l’any 1911, d’Ors li encarrega la direcció artística de l’Almanach dels noucentistes, i el 1912 funda la revista Picarol al costat de Xavier Nogués i Manuel Humbert. En el món de la premsa gràfica impulsa, encara, altres setmanaris satírics com Cuca-Fera (1917) o Borinot (1923). També havia fet algunes col·laboracions esporàdiques a Cu-cut! (1906), La Mainada (1933) i Jordi (1928). Aragay va utilitzar diferents pseudònims: Jacob, Jacob de Martell, Cop de Martell i Últim cop de Martell. També acostumava a signar amb el cognom o amb la inicial "A".
Són molt apreciats, també, els dibuixos al carbó que Aragay va realitzar, sobretot, durant els anys de formació a l'escola d'art de Francesc Galí, que són un testimoni evident de la seva etapa més barroca. El museu de Breda presenta una mostra acurada de tots aquests dibuixos.

## Obres destacades
- El Blat: Una de les peces de ceràmica policromada més representatives del museu és El blat (o El pa), una original gerra de 73 x 28 centímetres de l’any 1928. Una composició figurativa dominada per tons ocres i disposada en registres horitzontals representa, per exemple, uns bous llaurant la terra, una jornada de sega o diferents moments del procés d’elaboració del pa. Tampoc no hi falten alguns elements ornamentals que fan referència al blat. Aquesta peça emblemàtica està concebuda amb tot l'esperit creatiu del noucentisme.[7]
- Gerra de ceràmica: Una de les obres més conegudes de Josep Aragay és el conjunt de rajoles que decoren la font de Santa Anna, a l'avinguda del Portal de l'Àngel de Barcelona (1918). Es tracta d'una de les obres més apreciades de la ceràmica noucentista. El museu de Breda conserva una de les gerres originals que Aragay va dissenyar per a coronar la font. Aquesta peça, inspirada en l'antic mostrari grecoromà, està esmaltada en verd i manganès, decorada amb fruites i amb el relleu d'un cavaller a la part frontal.[8]
- Finestra oberta: A Finestra oberta (1922), Aragay representa l’habitació que tenia a la seva casa de Breda. La cambra és pintada amb tots els detalls. Hi ha el llit obert que es ventila, amb el típic matalàs de ratlles vermelles i blanques, una cadira de voga i un petit prestatge. També hi ha un parell de tauletes amb tota mena d’objectes i un petit gerro amb flors de colors que rep la llum d’una finestra oberta de bat a bat, a través de la qual veiem els arbres i les cases dels veïns amb les teulades vermelles que es retallen en el cel blau. El detall de la finestra, que és l'element clau de la composició, suposa un magnífic exercici de perspectiva, que dona profunditat a la pintura i un bany de llum i de color als objectes de la cambra.[9]
- Vacances: Concebuda com un autèntic manifest, Vacances (1923) reuneix tots els ingredients i tota la iconografia del noucentisme. S'hi poden veure: un temple clàssic, uns cavalls i uns cavallers que semblen extrets dels relleus del Partenó d'Atenes, i un paisatge típicament mediterrani, amb els pins, la mar, un vaixell de vela llatina i un poblet idíl·lic a la costa. Una motocicleta estàtica, però amb les rodes que giren a gran velocitat, representa una condemna a la pintura d'avantguarda i, de forma particular, als postulats del moviment futurista. Exposada a les Galeries Laietanes l'any 1924, Vacances va tenir una crítica demolidora.[10]
- Setmana Santa?, de 1937, és un aiguafort de tema moralista, però que conté, a més, un fort component de crítica social. En un context marcat per la Guerra Civil, Aragay evidencia les diferències entre les classes socials, representant una parella de classe benestant al costat d'una mare amb el seu fill que demanen caritat a la porta de l'església. Aragay, que era regidor a l'Ajuntament de Breda, havia recolzat les lleis reformistes impulsades pel govern de la República. Acabada la guerra va ser detingut i empresonat.[11]
- Festa Major, de 1937, és un aiguafort de temàtica costumista. Aragay representa una ballada de sardanes a la plaça de la Vila de Breda. Els músics de la cobla, els balladors i els personatges que omplen la plaça, ens porten el record dels ninots que Aragay dibuixava a les revistes satíriques on havia col·laborat. L'escena reprodueix amb fidelitat la façana de l'Ajuntament i l'absis gòtic de l'església. Els paisatges de Breda eren un tema recurrent de l'artista.[12]
- L'explorador: Un dels temes predilectes d'Aragay eren els cavalls i els cavallers. Aquest dibuix al carbó, de 1912, pertany a l'etapa barroca de l'artista. Un genet d'aire aristocràtic, guarnit amb capa i barret, cavalca presumit i egoista damunt d'un cavall que ostenta tota mena d'ornaments.[13]
- Dibuixos per a la revista Borinot: En el fons del museu Josep Aragay s'hi conserven alguns dels dibuixos que l'artista va publicar a diversos setmanaris satírics de l'època, com ara Papitu, Picarol, Cuca-Fera o Borinot.[14]